# Feldmarkung Irndorf
Die Feldmarkung Irndorf ist ein vom Landratsamt Tuttlingen am 1. Juli 1991 durch Verordnung ausgewiesenes Landschaftsschutzgebiet auf dem Gebiet der Gemeinde Irndorf.

## Lage
Das Landschaftsschutzgebiet umschließt das Dorf vollständig und umfasst bis auf wenige Gewanne im Norden nahezu das gesamte Offenland um Irndorf. Es gehört zu den Naturräumen Baaralb und Oberes Donautal und Hohe Schwabenalb.

## Landschaftscharakter
Das Gebiet liegt auf der Albhochfläche, die im Süden steil in das Durchbruchstal der Oberen Donau abfällt. Es handelt sich um eine kleinräumig strukturierte Heckenlandschaft mit extensiv genutzten Flachland-Mähwiesen, Magerrasen und Ackerschlägen. Im Süden liegen die bewaldeten Donautalhänge mit charakteristischen Kalkfelsformationen, wie der Eichfelsen und der Rauhe Stein.

## Zusammenhängende Schutzgebiete
Im Norden grenzen die Naturschutzgebiete Simonstal und Trobenholz-Vogelbühl an. Im Süden grenzt das Gebiet an das Landschaftsschutzgebiet Donau- und Schmeiental. Das Landschaftsschutzgebiet überschneidet sich in Teilen mit den FFH-Gebieten Großer Heuberg und Donautal und Oberes Donautal zwischen Beuron und Sigmaringen. Das Gebiet liegt zudem im Vogelschutzgebiet Südwestalb und Oberes Donautal sowie im Naturpark Obere Donau.